# Agréé près le tribunal de commerce
L'agréé près le tribunal de commerce est en France une profession du droit exercée jusqu'en 1972.
L'agréé était un simple particulier qui avait obtenu du tribunal de commerce un agrément lui permettant de défendre devant lui les intérêts des plaideurs ; il cumulait le rôle de l'avoué et de l'avocat dont le ministère n'était pas nécessaire devant cette juridiction. Remontant à l'Ancien Régime, la profession d'agréé avait un caractère imprécis en doctrine : officier ministériel pour les uns, simple commerçant pour les autres.
L'agréé a disparu à dater du 16 septembre 1972 puisque la loi du 31 décembre 1971 portant réforme des professions juridiques et judiciaires l'a intégré à la nouvelle définition de la profession d'avocat. En fait certains cabinets d'avocats demeurent de facto spécialisés dans les relations avec les tribunaux de commerce : ils sont dits avocats-mandataires ou avocats plaidants devant le tribunal de commerce.